# Josemilio González
Josemilio González, nació el 18 de febrero de 1918, en Nueva York, de padres puertorriqueños.
Educador, Crítico literario y ensayista puertorriqueño. Obtuvo su Doctorado en la Universidad de la Sorbona en París en 1967. Su tesis doctoral fue sobre La Poesía Puertorriqueña de 1930 a 1960, escrita en francés. La misma fue posteriormente publicada en español por el Instituto de Cultura Puertorriqueña. Entre sus obras se encuentran Oda al mar de Guajataca, Profecía de Puerto Rico, Cántico mortal a Julia de Burgos y Parábola del canto.